# Păuca, Sibiu
Păuca (în dialectul săsesc Ternen, în germană Törnen, Pocken, Pokendorf, în maghiară Pókafalva) este satul de reședință al comunei cu același nume din județul Sibiu, Transilvania, România.

## Așezare
Localitatea Păuca este situată în nord-vestul județului Sibiu la limita cu județul Alba, pe cursul răului Secaș, pe drumul județean 107B, Alămor - Păuca - Roșia de Secaș.

## Date geologice
În subsolul localității se găsește un masiv de sare.

## Scurt istoric
Dovezi materiale ale unei locuiri încă din neolitic au fost descoperite cu ocazia săpăturilor arheologice făcute în anii 1965 - 1966 în locul numit "Hamm", în vestul localității, materialele găsite au fost identificate ca aparținând culturii Petrești. 
Pe teritoriul localității s-au mai descoperit fragmente ceramice aparținând culturii Coțofeni, o oglindă scitică de bronz și vestigii de epocă romană. Tot aici s-au descoperit urme de construcții romane ce conțin cărămizi, țigle și olane, unele cărămizi având ștampila legiunii XIII Gemina.
În secolul al XIII-lea a fost ridicată biserica cu hramul Sfânta Maria, în stil romanic, cu două turnuri pe fațada vestică. În secolul al XVI-lea monumentul a fost transformat în stil gotic.

## Economie
Economia acestei așezări este una predominant agricolă, bazată pe cultura plantelor și creșterea animalelor. Un aport mai puțin important aduce activitatea de exploatare și prelucrare primară a lemnului și comerțul cu produse agricole.

## Monumente
- „Biserica Ungurească”, ruine[5]
- Biserica Evanghelică-Luterană
- Biserica Ortodoxă
- Monumentul Eroilor Români din Primul Război Mondial. Monumentul este realizat in forma unei Troițe și a fost dezvelit în anul 1936, pentru cinstirea memoriei eroilor români din satul Bogatul Român, care au căzut in Primul Război Mondial. Troița are o înălțime de 3 m și a fost amplasată în curtea Bisericii Ortodoxe, fiind restaurată in anul 1954. Aceasta este realizată din lemn de stejar si este împrejmuită cu un gard din beton. Pe latura frontală a Troiței sunt inscripționate cuvintele: „Cine urăște moare, Nu vei fi rob niciodată“. Pe aceeași față a monumentului sunt inscripționate numele a 41 de eroi români.

## Imagini

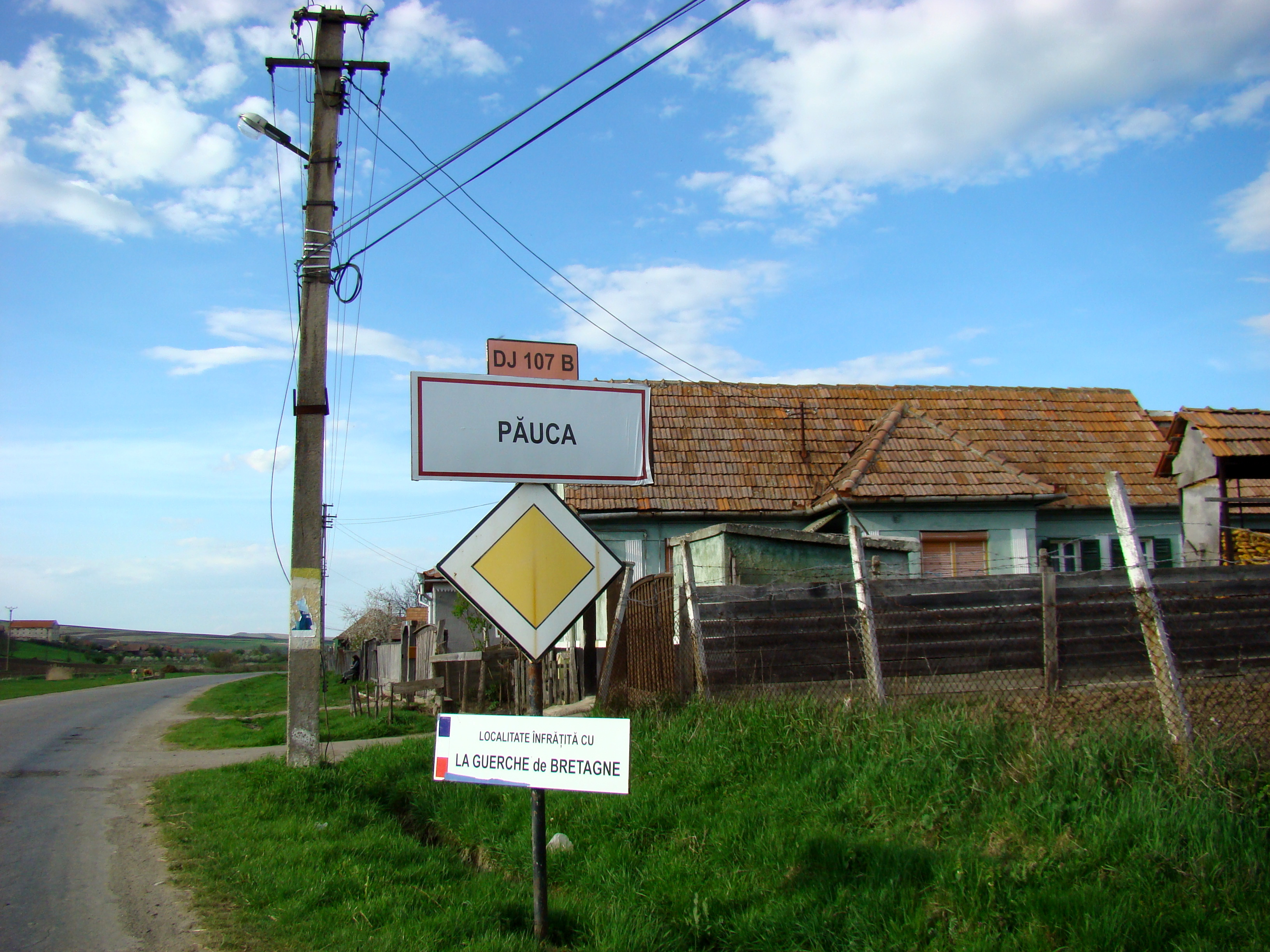
Intrarea în localitate
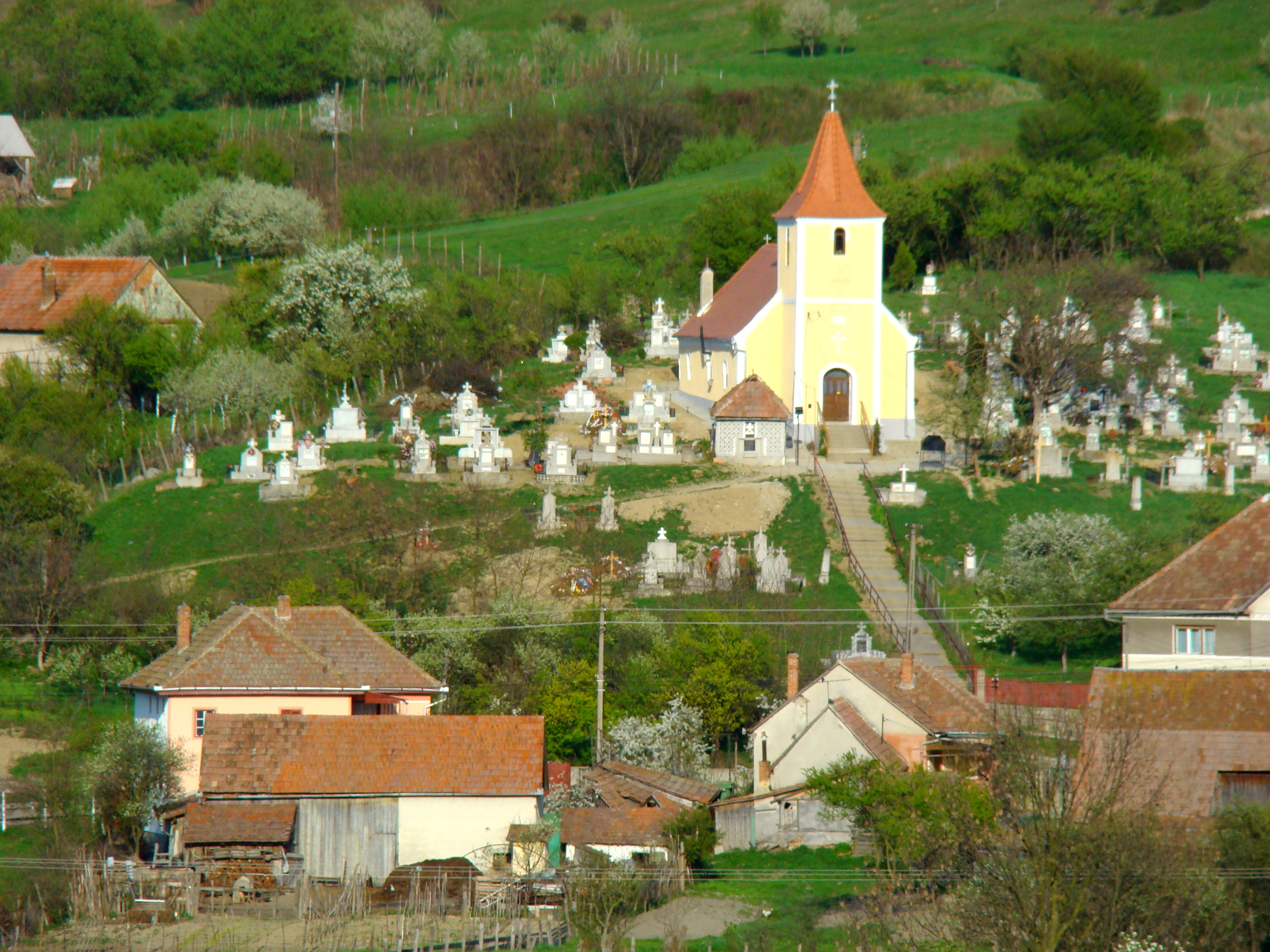
Biserica ortodoxă (monument istoric)
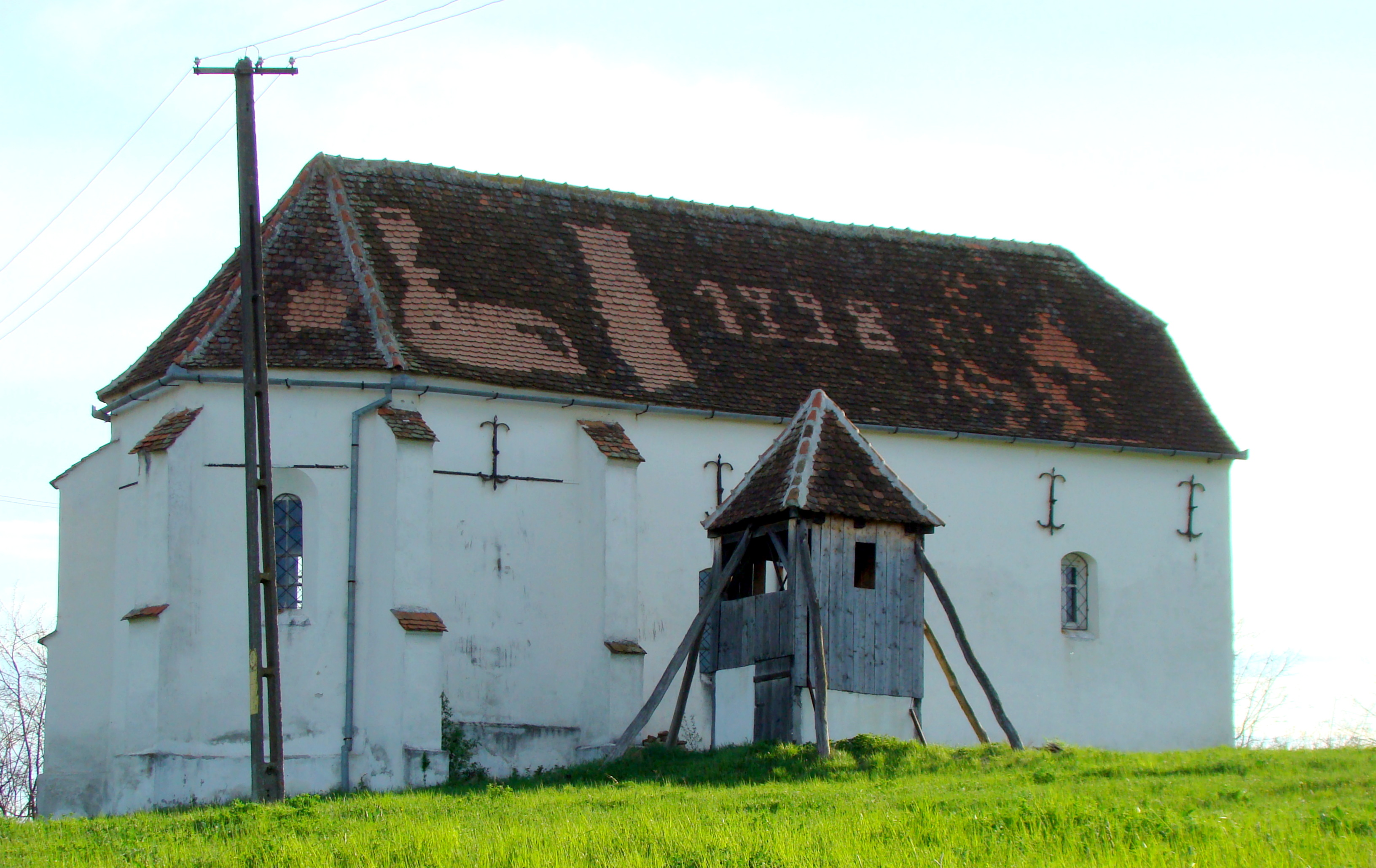
Biserica evanghelică (monument istoric)
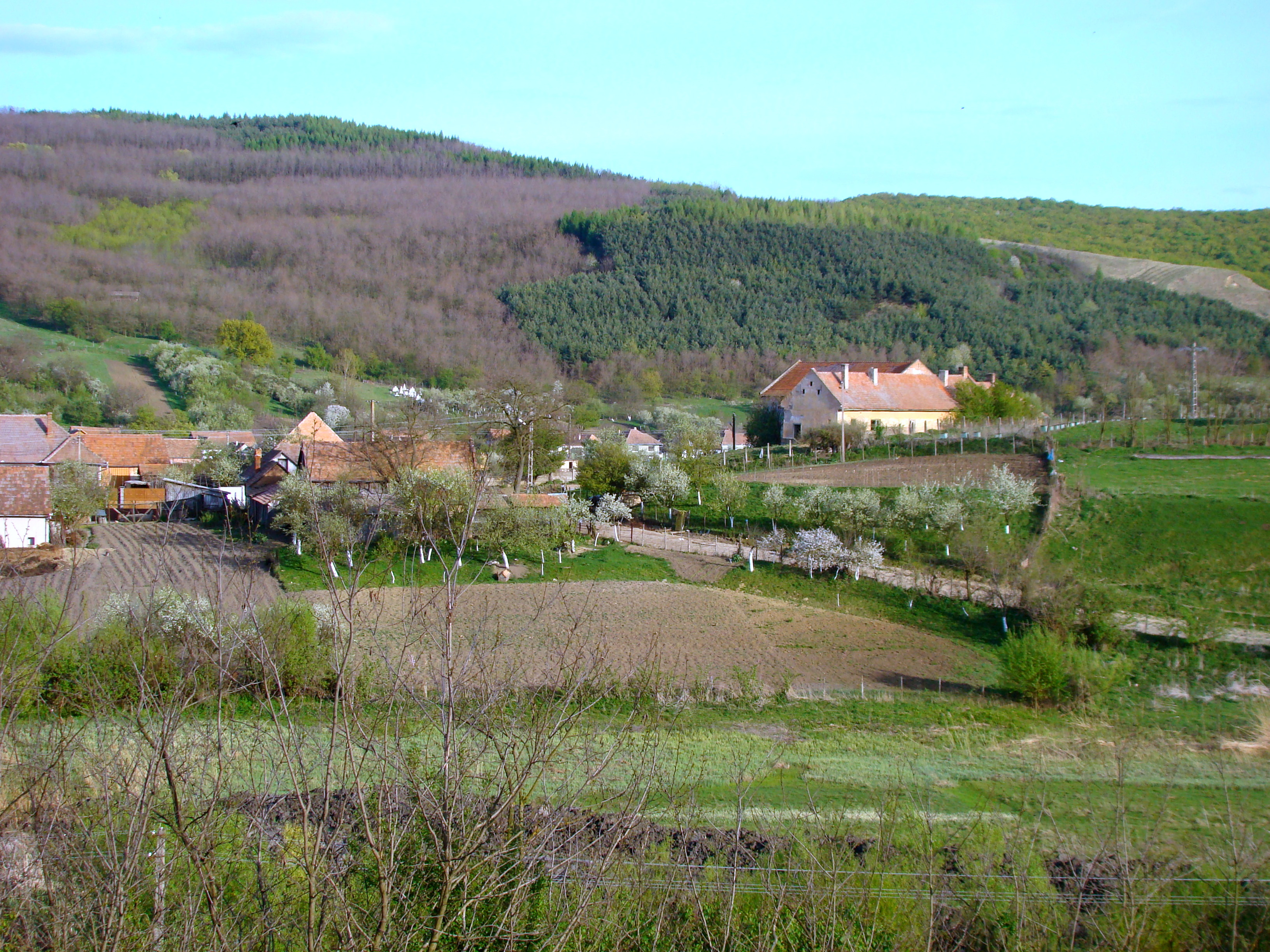